# Liste der Einträge im National Register of Historic Places im Shelby County (Illinois)

Lage des Shelby County in Illinois

Die Liste der Einträge im National Register of Historic Places im Shelby County in Illinois führt alle Bauwerke und historischen Stätten im Shelby County auf, die in das National Register of Historic Places aufgenommen wurden.

## Legende
| NRHP | Historic Place    |
| HD   | Historic District |

## Aktuelle Einträge
| [ 2 ] | Name                          | Bild                          | Eintragsdatum        | Lage | Ort         | Beschreibung |
| ----- | ----------------------------- | ----------------------------- | -------------------- | --- | ----------- | ------------ |
| 1     | Chautauqua Auditorium         | Chautauqua Auditorium         | 1978 ID-Nr. 78001190 | Forest Park und Northeast 9th Street 39° 25′ 5″ N, 88° 47′ 24″ W                                                                  | Shelbyville |              |
| 2     | Clarksburg Schoolhouse        | Clarksburg Schoolhouse        | 2001 ID-Nr. 00000952 | Clarksburg Road 39° 19′ 55″ N, 88° 44′ 59″ W                                                                                      | Clarksburg  |              |
| 3     | Shelbyville Historic District | Shelbyville Historic District | 1976 ID-Nr. 76000729 | Abgegrenzt durch die Eisenbahngleise, die Will Street, die North 8th Street und die South 6th Street 39° 24′ 30″ N, 88° 47′ 41″ W | Shelbyville |              |
| 4     | Horace M. Tallman House       | Horace M. Tallman House       | 1988 ID-Nr. 88000470 | 816 West Main Street 39° 24′ 22″ N, 88° 48′ 10″ W                                                                                 | Shelbyville |              |
| 5     | Thompson Mill Covered Bridge  | Thompson Mill Covered Bridge  | 1975 ID-Nr. 75000675 | Brücke über den Kaskaskia River, rund 800 m nordöstlich von Cowden 39° 15′ 30″ N, 88° 49′ 5″ W                                    | Cowden      |              |
| 6     | Westervelt Christian Church   | Westervelt Christian Church   | 2006 ID-Nr. 06000009 | 103 West Main Street 39° 28′ 53″ N, 88° 51′ 35″ W                                                                                 | Westervelt  |              |